# Haydn (cràter)
Haydn és un cràter d'impacte en el planeta Mercuri de 251 km de diàmetre. Porta el nom del compositor austríac Joseph Haydn (1732-1809), i el seu nom va ser aprovat per la Unió Astronòmica Internacional el 1976.